# Фран Соль
Фран Соль (ісп. Francisco 'Fran' Sol Ortiz, 13 березня 1992, Мадрид, Іспанія) — іспанський футболіст, нападник київського «Динамо», що виступає на правах оренди за іспанський клуб «Малага».

## Клубна кар'єра
Фран Соль з 6 років навчався в футбольних школах «Вікальваро» (1998—2000) та «Райо Вальєкано» (2000—2002), після чого у віці 10 років у липні 2002 року приєднався до системи мадридського «Реала» й розпочав грати за одну з молодіжних команд клубу. У сезоні 2010/11 дебютував на дорослому рівні за команду «Реал Мадрид C» в матчі проти «Трівал Вальдерас» у Терсері.
У сезоні 2012/13 Соль був орендований клубом «Луго», який виступав у Сегунді. Дебютував на професіональному рівні 25 серпня 2012 року вийшовши на заміну замість Мауро Кірогі на 77-й хвилині матчу з «Лас-Пальмасом» (1:1). 9 вересня 2012 року вперше вийшов у стартовому складі і відіграв повний матч проти хіхонського «Спортінга» (1:1). 14 грудня 2012 року Фран відзначився першим голом на професіональному рівні, принісши перемогу своїй команді в матчі з клубом «Реал Мадрид Кастілья» (3:2).
16 січня 2013 року його орендна угоду з «Луго» підійшла до завершення, і він був орендований клубом «Ов'єдо», який виступав у Сегунді Б. Соль дебютував за астурійців 20 січня 2013 року, замінивши Дієго Серверо на останніх хвилинах виїзного матчу проти «Фуенлабради».
Після закінчення сезону 2013/14 повернувся в «Реал», звідки 2 липня 2014 року перейшов в «Вільярреал Б». 25 квітня 2015 року Соль дебютував за основний склад валенсійців у матчі Прімери проти команди «Реал Сосьєдад» (0:0), вийшовши на заміну замість Хауме Кости.
25 червня 2016 року уклав свій перший закордонний контракт з нідерландським клубом «Віллем II», який виступає в Ередивізі, за схемою «3+1». Відзначився першим забитим м'ячем за новий клуб 6 серпня 2014 року в дебютному домашньому поєдинку проти «Вітессе» (1:4). 20 серпня 2016 року завдяки його голу «Віллем II» вперше в історії обіграв столичний «Аякс» в Амстердамі (1:2).
У першій половині сезону 2017/18 років у нідерландській Ередивізі відзначився 13-а голами, ще 4-а голами відзначився у кубку Нідерландів. Завдяки такій результативності на іспанця звернули увагу ряд закордонних клубів: «Бернлі», «Кардіфф», «Гаддерсфілд», «Лідс», «Дербі Каунті», «Суонсі», «Селтік» та «Рейнджерс».

### «Динамо Київ»
Найнаполегливішими виявилися «динамівці». 16 січня 2019 року підписав 5-річний контракт з київським «Динамо». У столичному клубі обрав собі футболку під 9-м номером. Дебютував 14 лютого 2019 року у виїзному матчі 1/16 фіналу Ліги Європи УЄФА проти грецького «Олімпіакоса» (2:2), а вже за тиждень забив перший гол за «Динамо» у матчі відповіді з «Олімпіакосом», який завершився мінімальною перемогою команди Соля — 1:0 і виходом в наступний раунд. Після гри іспанець заявив: «Якщо старанно працюєш, то мрії збуваються! Я наполегливо працював над собою, намагався аналізувати свою гру в підготовчому процесі, плюси та мінуси. Я навіть уявити не міг, що прийде 50 тисяч. Нам потрібно продовжувати радувати вболівальників. Ми сподіваємося, що якщо стільки людей прийшло на стадії 1/8 фіналу, то надалі їх буде все більше і більше. Запам'ятаю цей день назавжди. Це мій перший гол за нову команду, і сподіваюся, що далеко не останній».
Вдало провівши і першу гру у відновленому після зимової паузи чемпіонаті України (домашня перемога 5:0 над луганською «Зорею», на рахунку Соля забитий м'яч), у наступному матчі проти чернігівської «Десни» 2 березня Фран отримав серйозну травму плеча і 12 березня був прооперований в Іспанії. Терміни відновлення не дозволили форварду повернутися на поле в тому сезоні. У середині липня 2019 року на тренувальному зборі в Австрії Фран отримав травму ноги, внаслідок чого пропустив старт сезону 2019/20. 3 серпня 2019 року, через 5 місяців, Соль знову вийшов на поле у складі динамівців, проте до кінця 2019 року не зміг закріпитися в основному складі, проводячи на полі в середньому близько 30 хвилин за матч і жодного разу не відзначившись забитим м'ячем. Сам форвард назвав 2019 рік для себе жахливим.
3 березня 2020 року Соль забив свій другий гол у чемпіонаті України в матчі проти «Колоса» (2:0).
У 2020 році Соль так і не зумів стати основним нападником «Динамо», хоча і забив гол у ворота «Шахтаря» в матчі за Суперкубок України, здобувши черговий трофей з командою. 2 жовтня 2020 року був орендований «Тенерифе», середняком іспанської Сегунди, до кінця сезону 2020/21.
7 липня 2021 року був орендований до кінця сезону 2021/22 клубом іспанської Сегунди «Ейбар».
Наприкінці червня 2022 року був орендований на сезон 2022/23 з правом викупу клубом іспанської Сегунди «Малага».

## Кар'єра в збірній
Викликався до юнацької збірної Іспанії U-19.

## Досягнення
- Срібний призер чемпіонату України: 2018/19
- Володар Кубка України: 2019/20
- Володар Суперкубка України: 2019, 2020
- Володар Кубка Кіпру: 2024/25

## Здоров'я
У жовтні 2017 року у Соля виявили доброякісну пухлину яєчка, яка була успішно видалена.